# Kanakuppe, Jagalur
Kanakuppe là một làng thuộc tehsil Jagalur, huyện Davanagere, bang Karnataka, Ấn Độ.